# Protocole propriétaire
Un protocole propriétaire est un protocole de communication dont les spécifications ne sont pas publiques, à la manière d'un logiciel propriétaire.
Les protocoles de communication des réseaux Facebook Messenger, WhatsApp ou encore Skype sont des exemples de protocoles propriétaires. La conséquence directe est de fausser la libre concurrence entre créateurs de logiciels utilisant ces protocoles. En effet, celui qui a créé le protocole devient la référence, et peut le modifier à sa guise. Les autres créateurs de logiciels sont donc toujours en retard sur la gestion des nouveautés du protocole, car ils doivent les deviner (souvent à partir de techniques de rétro-ingénierie).
L'utilisation d'un protocole propriétaire va à l'encontre de la notion d'interopérabilité.